# هوغو فان دير غوس
هوغو فان دير غوس (غينت 1430/1440-أوديرغام 1482) هو واحد من أهم الرسامين الفلمنكيين الأصليين في أواخر القرن الخامس عشر. كان فنانًا رائعًا رسم لوحات للمذابح وأخرى شخصية. أدخل ابتكارات هامة في عالم الرسم من خلال أسلوبه البارز، واستخدامه مجموعة من الألوان، وطريقته الخاصة في رسم اللوحات الشخصية. لعبت تحفته الفنية بورتيناري تريبتيتش في فلورنسا دورًا مهمًا في تطوير الواقعية وطريقة استخدام الألوان في فن عصر النهضة الإيطالي ابتداءً من عام 1483.

## أعماله

### عام
كان تحديد الأعمال التي رسمها فان دير غوس صعبًا بالنسبة لمؤرّخي الفن. نُسبت العديد من الأعمال إليه في أوائل إلى منتصف القرن العشرين، وتبيّن أنها نسخ عن اللوحات من قبل رسّامين في ورشته أو أتباعه، وليست الأعمال الأصلية.  وفي ظل غياب الأدلة الوثائقية، اعتمد الباحثون على مقارنة الصفات مع بورتيناري ألتاربيسي (1470)، لإسناد الرسم إلى فان دير غوس.
فُقَد جزء كبير من الأعمال الأصلية لفان دير غوس، بقيت فقط نسخ منها رُسمت بعد اللوحات الأصلية المفقودة الآن. تعتبر النسخ الأخيرة دليلًا على التقدير العالمي الذي حظي به، وتأثيره الهام في الفن الفلمنكي الباكر. تأثّر مارتن شونجور بأعمال فان دير غوس بعد أن نشرت أعماله تأثير الفن الفلمنكي إلى ألمانيا. ومن الواضح أن رسام بروج الشهير جيرارد ديفيد والمساعدين في ورشته استلهموا من فنان غنت أيضًا.
كان هوغو فان جير غوس رسامًا مهمًا للمذابح وكذلك الصور الشخصية. تشمل أعماله الدينية الرئيسية بورتيناري تريبتيتش (أوفيزي، فلورنسا)، والعشق من المجوس (مذبح مونفورتي)، والعشق من الرعاة (متحف الغيمالدغاليري في برلين)، وسقوط وخلاص الرجل (متحف تاريخ الفن) وموت العذراء (متحف خرونينغ في بروج). 
في الستينيات من القرن التاسع عشر، كُلِّف فان دير غوس برسم لوحة المذبح لكنيسة الثالوث المقدس في أدنبره من قبل عميدها الأول إدوارد بونكيل. أسست عقيلة ملك اسكتلندا ماري أوف جيلدرز هذه الكنيسة. تصوّر اللوحات الأربعة المتبقية جيمس الثالث ملك إسكتلندا، يحيط به القديس أندرو وابنه، وجيمس الرابع(مُستقبلًا)، وزوجته مارغريت أوف دينمارك، ويظهر إدوارد بونكيل في اللوحات أيضًا.

## روابط خارجية
- هوغو فان دير غوس على موقع الموسوعة البريطانية (الإنجليزية)
- هوغو فان دير غوس على موقع ميوزك برينز (الإنجليزية)
- هوغو فان دير غوس على موقع إن إن دي بي (الإنجليزية)
- هوغو فان دير غوس على موقع ديسكوغز (الإنجليزية)